# Happy Feet (jogo eletrônico)
Happy Feet é um jogo de ação e aventura baseado no filme de mesmo nome, lançado em novembro de 2006.
As versões de console (para PS2, Wii, GameCube e PC) têm 3 diferentes modos: um modo de dança que simula Dance Dance Revolution com o jogador apertar o botão em resposta às setas na tela, uma modalidade de pesca em que o jogador coleciona pedras e camarões como bem como as bolhas de ar para respirar, e um modo de trenó do ventre, onde o jogador trenós e recolhe o número de peixes necessários, trenós para vencer um determinado momento ou outro personagem corridas ladeira abaixo. Na versão do jogo do Nintendo DS, as sequências de ritmo similar a Elite Beat Agents, embora bastante simplificado.
O game também possui cada um desses modos para dois jogadores. Na dança e jogos de piscina, os jogadores competem entre si, cooperando uns com os outros no modo multi-player. Curiosamente, o jogo não apresenta canções do filme, como "Shake Your Booty" do KC Sunshine Band e "I Will Survive", de Gloria Gaynor, cantada pela personagem Gloria
Elijah Wood, Brittany Murphy, Nicole Kidman, Dee Bradley Baker, Carlos Alazraqui, Jeff Garcia, Johnny A. Sanchez, Hugh Jackman e Hugo Weaving são todos que fizeram a voz no filme, cujo também fazem no jogo.

## Elenco
- Elijah Wood - Mano
- Brittany Murphy - Gloria
- E.G. Daily - Toddler Mumble, Toddler Gloria
- Fred Tatasciore - Lovelace, Elder Penguin #2, Additional Voices
- Dan Castellaneta - Ramon, Elephant Seal #1
- Carlos Alazraqui - Nestor
- Johnny A. Sanchez - Lombardo, Human #3
- Jeffrey Garcia - Rinaldo
- Lombardo Boyar - Raul
- Hugo Weaving - Noah the Elder
- Hugh Jackman - Memphis
- Grey DeLisle - Miss Viola, Mrs. Astrakhan, Young Penguin #2, Adult Penguin #3
- J. Grant Albrecht - Eggbert the Elder
- Dee Bradley Baker - Elephant Seal #2, Alpha Sku, Maurice
- John Adair - Adult Penguin #1
- Brigitte Burdine - Adult Penguin #2
- Joe Murray - Adult Penguin #4
- Adam Nelson - Adult Penguin #5
- Chris Edgerly - Elder Penguin #1, Human #2
- Roger Rose - Adult Penguin #6 / Leopard Seal / Additional Voices
- Nicole Kidman - Norma Jean
- Christopher Corey Smith - Additional Voices
- Cathy Cavadini - Young Penguin #1, Human #1

## Lista de músicas
- "(Shake, Shake, Shake) Shake Your Booty"
- "That's the Way (I Like It)"
- "Somebody to Love"
- "Jump 'n' Move"
- "I Will Survive"
- "Groove Is in the Heart"
- "I Wish"
- "Boogie Wonderland"